# Heede (Emsland)
Heede ist eine Gemeinde in der Samtgemeinde Dörpen im Landkreis Emsland in Niedersachsen. Die Gemeinde hat etwa 2600 Einwohner und erstreckt sich auf einer Fläche von 31,1 km².

## Geografie

### Geografische Lage
Die Gemeinde Heede liegt im nördlichen Teil des Emslandes westlich der Ems.

### Nachbargemeinden
Nachbargemeinden sind im Norden die Gemeinde Rhede und die Stadt Papenburg, im Osten die Gemeinden Lehe und Dörpen, im Süden die Gemeinde Dersum. Im Westen grenzt sie an die Niederlande.

## Geschichte
Zum ersten Mal wird Heede als heithe in einer Schenkungsurkunde des ansässigen Edelmanns im Jahre 1177 erwähnt. Darin schenkt der Siguin, Ministeriale des Bistums Münster, seinen Hof samt Kapelle dem münsterschen Domkapitel. Vermutlich besteht die Siedlung aber bereits seit dem ausgehenden 8. Jahrhundert.
Schon in der ersten geschichtlichen Zeit des Emslandes tritt das „Haus Heede“ als Besitz des Bistums Münster auf, was mit dem Umstand zusammenhängt, dass der nördliche Teil des Emslandes, der sogenannte sächsische Emsgau (die alten Kirchspiele Aschendorf, Rhede und Heede) nicht von Osnabrück, sondern von Münster aus durch den hl. Liudger missioniert worden ist. Im Jahre 1252 erlangte das Hochstift Münster die Herrschaft über den größten Teil des Emslandes und musste diesen Besitz gegen seine Nachbarn, besonders von Westen (Niederlande) und Norden (Ostfriesland), zu schützen. Zu diesem Zwecke errichtete es sich eine Reihe von Burgen längs der Ems, deren nordwestlichste beim Hause Heede angelegt wurde. Für diesen Zweck lag sie an der militärisch wichtigen Stelle, der schmalen wasserfreien Landzunge durch das Bourtanger Moor zwischen Westerwolde und dem Emsland. Die örtliche Ministerialenfamilie taucht erstmals 1308 mit Gottfried von Heede in den Quellen auf. 1364 erhält Coep von Heede die Burg zu Heede vom Bistum Münster zum Lehen. Zu Ende des 14. Jhs. war sie im Besitz der Familie von Oltman, die sich später auch von Heede nannte. Nachdem dieses Geschlecht 1670 im Mannesstamm ausstarb, gelangte das Gut schließlich an den Erbkämmerer des Bistums Münster, Franz Wilhelm Freiherr von Galen. Das Herrenhaus neben der Kirche ist 1855 niedergelegt worden.
Der Ursprung der Scharpenburg liegt in der Gemarkenteilung des Gutes Heede im Jahre 1467, als die Brüder Coep und Werenbold von Heede ihr Erbe teilten und Coep sich eine eigene Wohnung baute, aus der später die Schärpenburg entstand. 1479 kam diese durch Heirat an Johann von Campe und 1517 auf die gleiche Weise an Hans von Scharpenberg, dem Drosten des Emslands. Damit bekam die bis dahin noch Heede genannte Burg den Namen Scharpenburg. 1596 wurde sie im spanisch-niederländischen Krieg von den Spaniern eingenommen. 1642 kam sie durch Heirat an Friedrich von Pinninck, dessen Nachkommen den Namen von Pinninck von Scharpenburg annahmen. 1673 wurde das Herrenhaus im zweiten niederländischen Krieg des Münsteraner Fürstbischofs Christoph Bernhard von Galen niedergebrannt. Anschließend wurde mit finanzieller Unterstützung des Bischofs ein neues Wohnhaus errichtet. 1755 starb das Geschlecht der von Pinninck von Scharpenburg im Mannesstamm aus. Danach folgten unterschiedliche Besitzer in rascher Folge, bis 1862 das Gut in den Besitz der Familie Perreau de Pinninck de Scharpenburg kam. Es wurde unter ihren Nachkommen zersplittert.
Nach einer Aufzählung des Jahres 1653 bestand die Scharpenburg damals aus Herrenhaus, Brauhaus, Scheunen und dem Garten. Die im 19. Jahrhundert noch vorhandenen Überreste besaßen ganz den Charakter der bekannten westfälischen Wasserburgen: einen mit breitem, doppeltem Graben geschützten viereckigen Platz, auf dem die Burg stand.

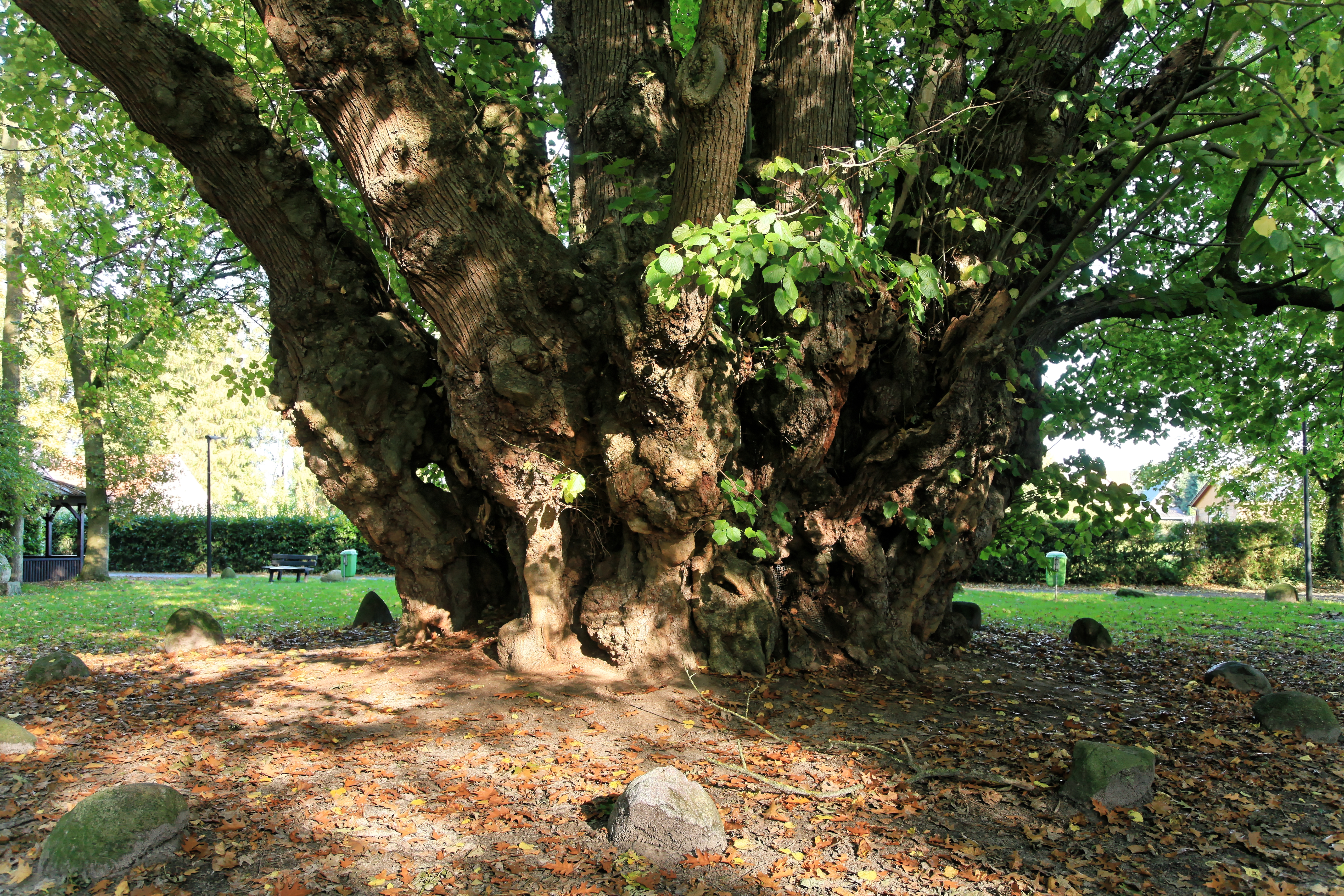
Alte Linde in Heede

Bei der sogenannten Köppel steht eine riesige uralte Linde, die von den Einwohnern auch „dicke Linde“ genannt wird. Der Umfang beträgt 15,39 m (2016). Sie soll die Burglinde der ehemaligen Schärpenburg gewesen sein, die vom Schwedischen General Rabenhaupt im letzten holländischen Krieg des Bischofs von Galen zerstört wurde. Bekannt ist der Baum als „1000jährige Linde“ und zieht viele Gäste an, die dieses ungewöhnliche und einzigartige Naturschauspiel beeindruckt betrachten.
Die Gründung der alten Petrus-Kirche geht auf das Reich der Sage zurück.
Noch heute gibt es eine Holztafel auf der steht:

„Im Jahre der Geburt Christi 900 ist diese Kerk noch gewesen ein Kapelle an dat Huis zu Hede. Dar na als man shreef 1484 hebbe die wohledel ehrenvest Wermolt von Heede und sine libe Houißfrow die ock edel geboren Walburgis Lankhals gottsaliger Gedechtniß diese Kerke grotter laten bouwen ock mit Wiedenhuiß und Hoengewaß ingeliken andere Ländern un sunsten tun Ehre Gottes gegewen und gestiftet.“

Heede gehörte die meiste Zeit des heiligen römischen Reiches zu Münster, nach dem Hauptschluss der außerordentlichen Reichsdeputation (Reichsdeputationshauptschluss) 1803 kam Heede an das Herzogtum Arenberg-Meppen.
1810 wurde das Herzogtum von Frankreich annektiert und dem Lippe-Département eingegliedert.
In dieser sogenannten „Franzosenzeit“ war Heede im Arrondissement Neuenhaus Kantonshauptort des gleichnamigen Kantons Heede.
Zu diesem Kanton gehörten die Mairie Heede und die Mairie Rhede mit den Orten Rhede, Borsum, Bural und Neurhede in der Mairie Rhede und Heede, Dersum, Neudersum, Sustrum, Langen und Walchum in der Mairie Heede.

### Herkunft des Ortsnamens
Alte Bezeichnungen des Ortes sind um 1378 Heyde, Hethe, Hede, Heda.
Der Ortsname gehört zu „haithi“, niederländisch „heed“, mittelniederdeutsch „heide“, althochdeutsch „heida“ für „Heide“. Das äußerst häufige Namenelement „haithi“ wird teils als Bezeichnung für eine „waldlose, mit Erica bewachsene Fläche“ erklärt.

## Politik

### Gemeinderat
Der Gemeinderat in Heede setzt sich aus 13 Ratsfrauen und Ratsherren zusammen. Die Ratsmitglieder werden durch eine Kommunalwahl für jeweils fünf Jahre gewählt. Die aktuelle Amtszeit begann am 1. November 2021 und endet am 31. Oktober 2026.
| Partei                                                      | 2021 |    | 2016 | 2011 | 2006 |
| ----------------------------------------------------------- | ---- | -- | ---- | ---- | ---- |
| CDU                                                         | 10   | 10 | 10   | 10   |      |
| SPD                                                         | 2    | 2  | 2    | 2    |      |
| FDP                                                         | 1    | 1  | –    | 1    |      |
| Einzel                                                      | –    | –  | 1    | –    |      |
| ___________________ Einzelbewerberin 2011: Marietta Wegmann |      |    |      |      |      |

### Bürgermeister
- 1824–1841 Jan Coßmann
- 1841–1858 Nikolaus Hunfeld
- 1858–1862 Arnhold Olker
- 1862–1873 Johann Hermann Pelster
- 1873–1889 Hermann Schuckenbrock
- 1889–1910 Ägidius Wocken
- 1910–1918 Hermann Schuckenbrock
- 1918–Juli 1926 Bernhard Werdmann
- Juli–September 1926 Johann Terfehr
- 1926–1945 Hermann Connemann
- 1945–1946 Bene Bögemann
- 1946–1952 Ägidius Wocken
- 1952–1973 Bernhard Thörner
- 1973–1989 Gerhard Brand
- 1989–2001 Heinrich Eden (CDU)
- 2001–2007 Alois Soring (CDU)
- seit April 2007 Antonius Pohlmann (CDU)[11]

### Wappen, Flagge und Dienstsiegel
Die Gemeinde Heede (Emsland) führt Wappen, Flagge und Dienstsiegel
Wappenbeschreibung
„Das Wappen ist von Rot und Gold im Wellenschnitt geteilt, darin ist dargestellt in verwechselten Farben eine Linde mit dickem Stamm, vorn begleitet von einem roten Schlüssel mit Doppelkreuzbart und ringförmigem Griff, hinten von einer roten Ähre.“
Bedeutung
Hauptmotiv des Wappens ist das örtliche Naturdenkmal, die Riesenlinde zu Heede.
Flaggenbeschreibung
„Die Flagge in Form eines querrechteckigen Tuches ist dreimal von Rot und Gelb waagerecht gestreift und im vorderen Drittelpunkt mit dem Gemeindewappen belegt.
 Die Farben der Gemeinde Heede sind Rot und Gold.“
Dienstsiegel
Das Dienstsiegel enthält im Siegelrund das Gemeindewappen mit zweizeiliger Umschrift, oben +GEMEINDE HEEDE+; unten: LANDKREIS EMSLAND.

## Kultur und Sehenswürdigkeiten

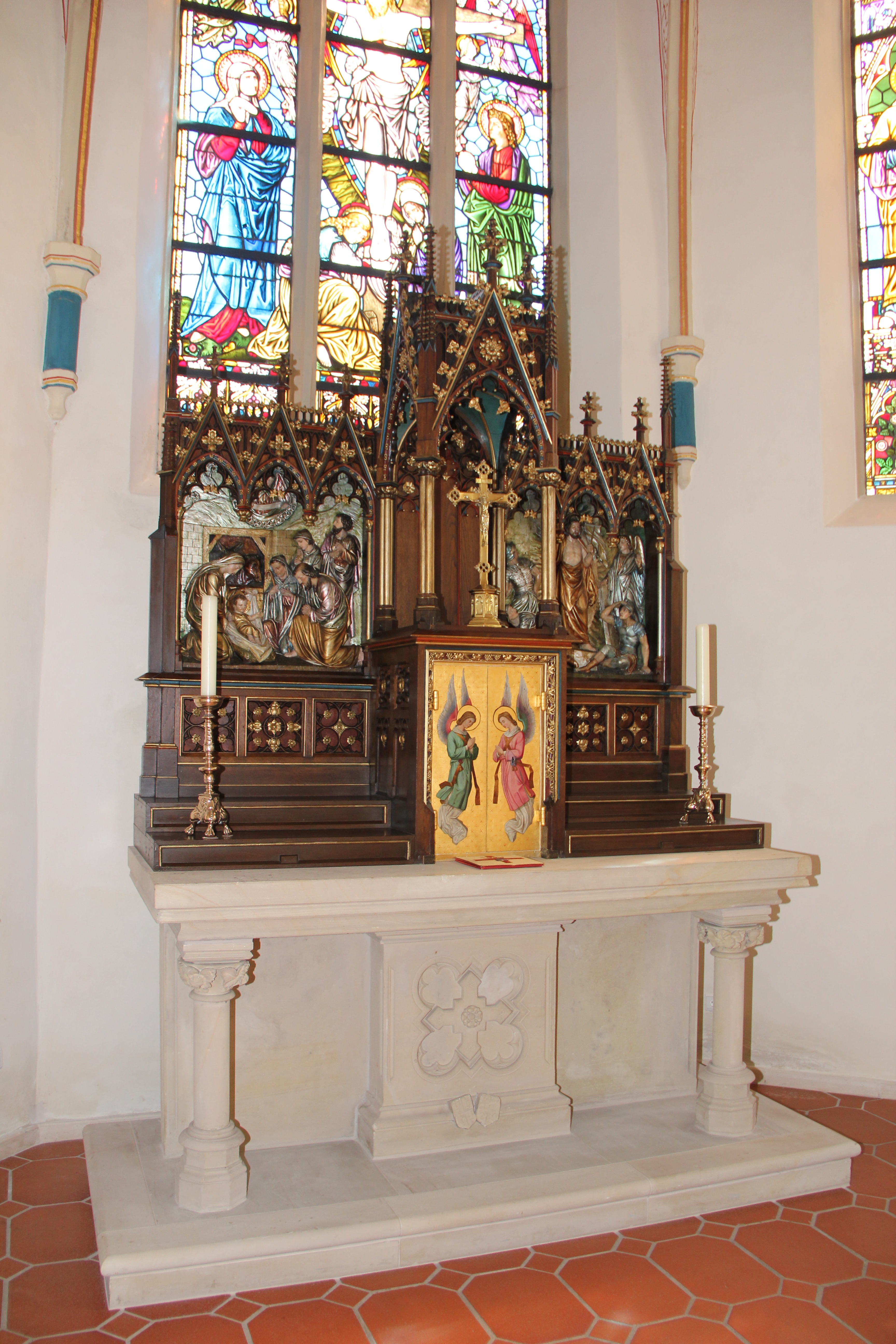
Hochaltar in der Sankt-Petrus-Kirche in Heede

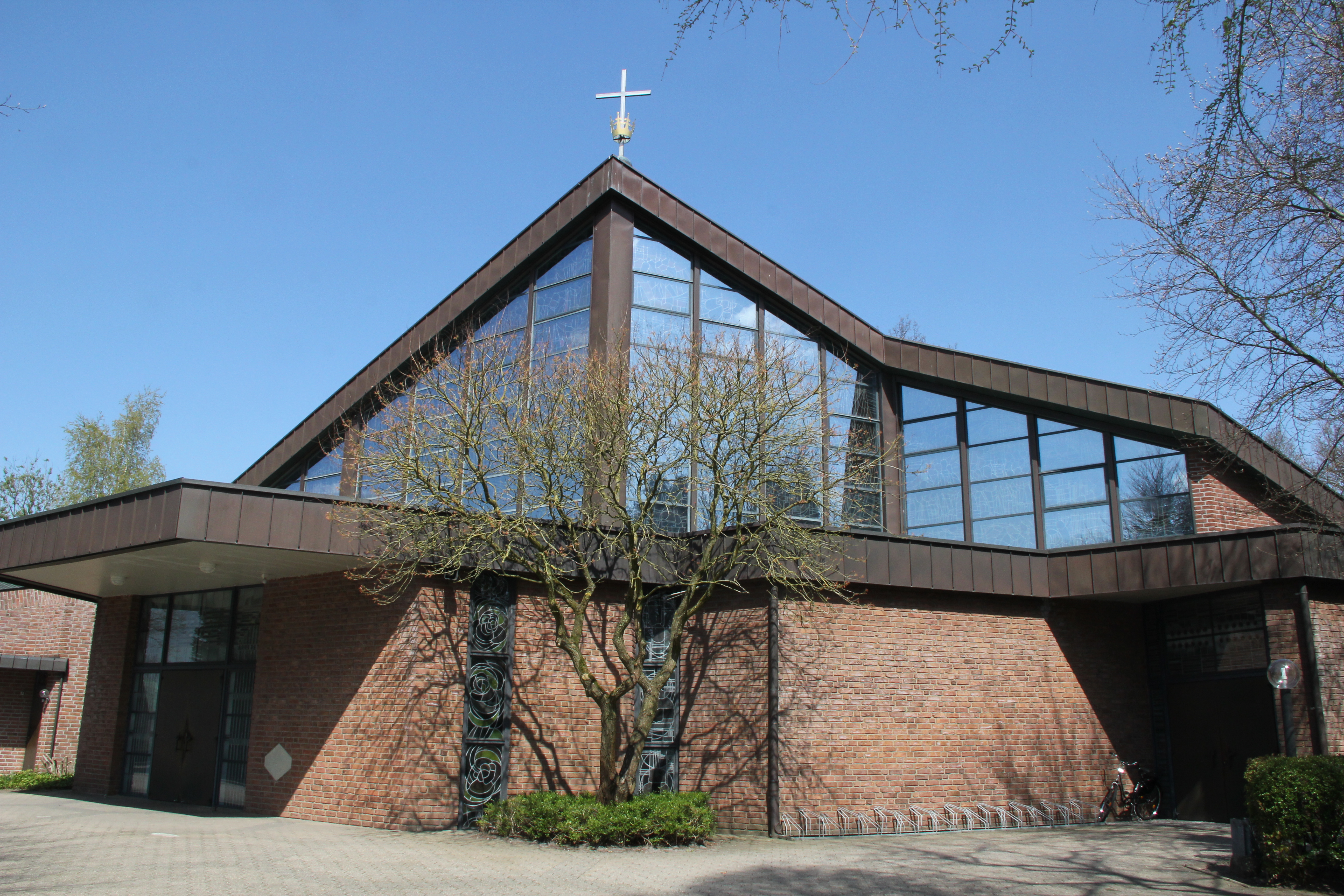
Sankt-Marien-Kirche in Heede

- 1000-jährige Linde („Riesenlinde zu Heede“) – größte Linde Europas; Stammumfang: 15,39 m, Höhe: 20 m, Kronendurchmesser: ca. 35 m, Alter: 600 – 1000 Jahre.[13] Im Oktober 2019 wurde die Linde als erster Baum in die Liste der „Nationalerbe-Bäume“ aufgenommen.[14]
- Petruskirche
- Marienkirche
- Begegnungsstätte
- 950 Meter lange 5-Mast Wasserskianlage „Blue Bay“
- Heeder Kirmes im Oktober
- Schützenfest im Juli
- Heeder Moor
- Herzogwald
- Festival „Heeder See in Flammen“ im August
- Am Heeder See finden die Gäste Wochenend- und Ferienhäuser, einen Campingplatz, einen Imbiss, Volleyballfelder, Trampoline und natürlich die Wasserskianlage.

## Marienverehrung in Heede
Bekannt wurde Heede vor allem dadurch, dass sich in den Jahren 1937 bis 1940 Marienerscheinungen ereignet haben sollen. Vier Mädchen (Grete Ganseforth, Anni Schulte, Maria Ganseforth und Susanne Bruns) im Alter von elf bis dreizehn Jahren berichteten, sie hätten die Muttergottes gesehen, die als „Königin des Weltalls“ und „Königin der Armen Seelen“ verehrt werden wolle. Die Erscheinungen sollen sich meist auf dem Friedhof neben der Petruskirche zugetragen haben. Jedes Jahr besuchen ca. 70.000 Pilger Heede. Die Bischöfe von Osnabrück reagierten zurückhaltend bis ablehnend. Es kam gelegentlich zu Konflikten. Eine Untersuchung durch die römisch-katholische Kirche hat bis heute nicht stattgefunden. Bischof Franz-Josef Bode von Osnabrück setzte den Spekulationen in gewisser Weise ein Ende, indem er im Jahre 2000 erklärte, dass Heede eine Gebetsstätte der Mutter Gottes sein solle, eine kirchliche Untersuchung und damit gegebenenfalls eine Anerkennung der Erscheinungen aber nicht eingeleitet werde.

## Wirtschaft und Infrastruktur

### Verkehr

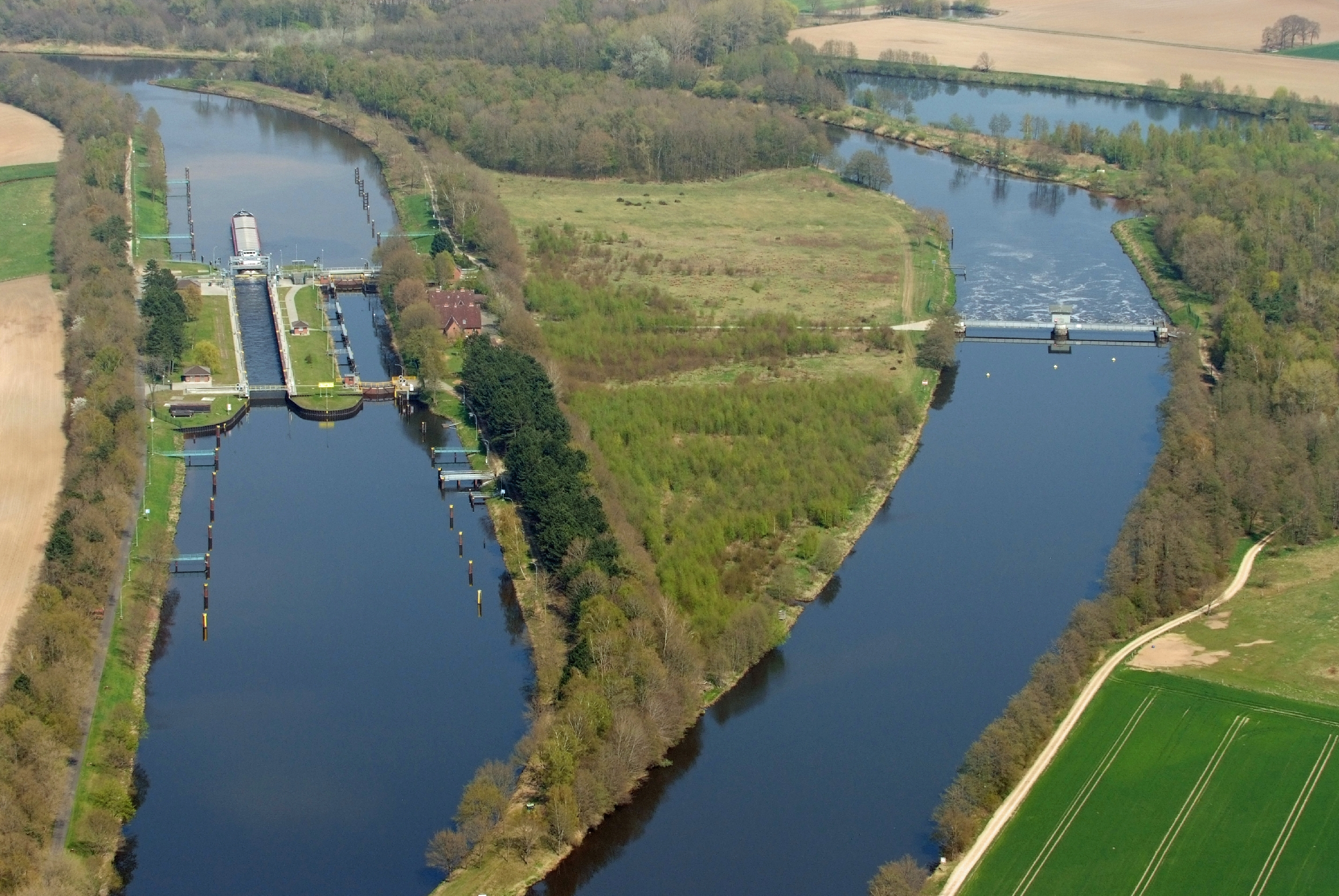
Schleuse bei Heede (Luftbild 2013)

Die Gemeinde liegt verkehrsgünstig an der Bundesautobahn 31, den Bundesstraßen 70 (Moormerland-Wesel) und 401 (Heede-Oldenburg). Nahe der Ortschaft trifft der Küstenkanal auf die Ems.

### Energie
In Heede steht die Hochspannungs-Gleichstrom-Übertragungsanlage (HGÜ) für die Offshore-HGÜ-Systeme DolWin1, DolWin2 und DolWin3. Sie wurden zwischen 2015 und 2019 in Betrieb genommen. 2017 entstand ein Geothermiekraftwerk.

## Persönlichkeiten

### In der Gemeinde geboren
- Hermann Abels (1855–1932), Heimatkundler und Journalist

### Ehrenbürger
- Johannes Brinkmann (* 1926), Pfarrer, Verleihung 2006[18]

### Zur Ortskunde
- Hermann Abels: Beiträge zur Heeder Ortsgeschichte. Aus dem Nachlass des Verfassers herausgegeben durch Alfons Dietrichsdorf. Heimat- und Verkehrsverein Heede, Heede 1978.
- Hermann Abels: Die Ortsnamen des Emslandes, in ihrer sprachlichen und kulturgeschichtlichen Bedeutung. Ferdinand Schöningh Verlag, Paderborn 1929.
- Werner Kaemling: Atlas zur Geschichte Niedersachsens. Gerd J. Holtzmeyer Verlag, Braunschweig 1987, ISBN 3-923722-44-3.
- Albrecht Friedrich Ludolph Lasius: Der Französische Kayser-Staat unter der Regierung des Kaysers Napoleon des Großen im Jahre 1812. Ein Geographisch-Historisches-Handbuch, Erste Abtheilung, Osnabrück: Johann Gottfried Kißling, 1813, S. 279 (Google Books)
- Rudolf vom Bruch: Die Rittersitze des Emslandes, Münster 1988, S. 32–34.
- Alexander Geppert: Emsländische Burgenfahrt, Meppen 1923, S. 30–34.
- Stefani Uchtmann: Die Schärpenburg in Heede/Ems – Ein Faktencheck des Forschungsstandes, in: Studiengesellschaft für Emsländische Regionalgeschichte (Hrsg.), Emsländische Geschichte 29, Meppen 2022, S. 197–229.

### Zur Marienverehrung in Heede
- Johannes Brinkmann (Hrsg.): Heede. Gnade und Auftrag. Johannes-Verlag, Leutesdorf 1982.
- Heinrich Eizereif (Hrsg.): Maria in Heede – Geschichte und Entwicklung. Dokumentarbericht mit Studien und Erörterungen über Erscheinungen Mariens in Heede im Emsland in der Zeit vom 1. November 1937 bis 3. November 1940. Weto-Verlag, Meersburg, 3. Aufl. 2007.
- Angela Mahmoodzada, Maria Kuis (Hrsg.): Hoffnung für die Armen Seelen. Die Mutter Gottes von Heede. Miriam-Verlag, Jestetten 2011. ISBN 978-3-87449-374-1.
- Maria Anna Zumholz: Volksfrömmigkeit und katholisches Milieu. Marienerscheinungen in Heede 1937–1940 im Spannungsfeld von Volksfrömmigkeit, nationalsozialistischem Regime und kirchlicher Hierarchie. Runge, Cloppenburg 2004. ISBN 3-926720-31-X: